# Heliocypha angusta
Heliocypha angusta är en trollsländeart. Heliocypha angusta ingår i släktet Heliocypha och familjen Chlorocyphidae.

## Underarter
Arten delas in i följande underarter:
- H. a. angusta
- H. a. oceanis